# IC 3797
IC 3797 је ознака објекта на координатама са ректансцензијом 12h 48m 34,9s и деклинацијом + 11° 35" 52'. Открио га је Арнолд Швасман, 8. септембра 1900. Каснијим посматрањима на том положају није уочен никакав астрономски објекат.